# Лекерика, Хосе Феликс де
Хосе Феликс де Лекерика-и-Эркиса (исп. José Félix de Lequerica y Erquiza; 30 января 1891, Бильбао, Испания — 9 июня 1963, Гечо) — испанский юрист, дипломат и политик, министр иностранных дел Испании (1944—1945) в период диктатуры генералиссимуса Франко.

## Биография
Изучал право в университете Деусто (Бильбао), позже обучался в докторантуре в Мадриде. Закончил свое обучение в школе экономики и политических наук в Лондоне. Доктор наук.
Вступил в либерально-консервативную партию Испании. В 1916—1923 избирался членом парламента Толедо. В 1920 был назначен заместителем на пост Председателя Совета Министров.
Сотрудничал с национальной прессой, в основном, баскской в Бильбао, публиковал статьи на литературную, политическую и художественную тематику. Во времена Второй Испанской республики боролся с баскской консервативной прессой.
Начало гражданской войны в Испании встретил в Париже. Вернулся на родину и вступил в ряды Испанской фаланги, после захвата франкистами Бильбао, в 1938 году назначен мэром города.
В 1939 году отправлен послом Испании сначала в Париже, а затем — в Виши.
С 3 августа 1944 по 20 июля 1945 — министр иностранных дел Испании.
В 1945 назначен послом в США. В это время его основной задачей было добиться признания всеми средствами режима генералиссимуса Франко. Благодаря его усилиям возобновились дипломатические отношения между Испанией и Соединенными Штатами.
В августе 1953 года покинул посольство в США.
Был депутатом генеральных испанских кортесов, затем назначен их вице-президентом.
В декабре 1955 года он был назначен постоянным представителем Испании при ООН.
Автор пьесы «Солдаты и политики» (исп. «Soldados y políticos», 1928), ряда прозаических произведений.

## Награды
Получил множество наград, в том числе
- Кавалер Большого креста ордена Изабеллы Католички
- Кавалер Большого креста ордена Сиснероса
- Кавалер Большого креста ордена Карлоса III
- Крест «За заслуги перед Церковью и Папой»
- Кавалер Большого креста Орденf Христа
- Золотая медаль Бильбао
- орден Почётного легиона
- В июне 1952 года ему было присвоено звание почётного доктора католического университета штата Вашингтон, а в сентябре того же года — колледжа Виланова в Филадельфии.
- Почётный гражданин города Новый Орлеан.